# Зимонсвальд
Зимонсвальд (нем. Simonswald) — община в Германии, в земле Баден-Вюртемберг. 
Подчиняется административному округу Фрайбург. Входит в состав района Эммендинген.  Население составляет 3019 человек (на 31 декабря 2010 года). Занимает площадь 74,31 км².
Коммуна подразделяется на 7 сельских округов.